# 尤维莱内市镇
尤维莱内乡级市镇（烏克蘭語：Ювілейна сільська громада），是乌克兰赫尔松州赫尔松区的一个市镇，行政中心为尤维莱内。市镇面积为342.56平方公里，人口数量为5,824 人（2017年）。

## 聚居点
该市镇包括一个市级镇（新馬亞奇卡）、5个村庄（德魯日內、馬爾琴卡、波多-卡利尼夫卡、普里維利內、舊馬亞奇卡）和两个乡村定居点（夏斯利维、尤维莱内）。